# Combretum imberbe
Espèce
Synonymes
- Argyrodendron petersii Klotzsch[1]
- Combretum imberbe var. dielsii Engl.[1]
- Combretum petersii (Klotzsch) Engl.[1]
- Combretum primigenum Marloth ex Engl.[2]
- Combretum truncatum Welw. ex M.A.Lawson[1]

Combretum imberbe est une espèce de plantes à fleurs de la famille des Combretaceae. C'est un arbre originaire d'Afrique tropicale.

## Répartition et habitat
L'espèce est trouvée dans les savanes humides de l'Afrique du Sud au sud jusqu'à l'Équateur, du KwaZulu-Natal, en Afrique du Sud, au sud jusqu'à la Tanzanie au nord. On la aussi en Eswatini, au Botswana, en Namibie, au Zimbabwe, au Mozambique, en Angola et en Zambie.

## Statut de protection
L'arbre est protégé en Afrique du Sud.